# Sichevița
Sichevița là một xã thuộc hạt Caraș-Severin, România. Dân số thời điểm năm 2002 là 2738 người.